# Chris Caffery
Chris Caffery, född 9 september 1967 i Suffern, New York, är en amerikansk heavy metal-gitarrist känd som medlem i Savatage och Trans-Siberian Orchestra. På senare år har Chris ägnat sig åt en solokarriär samt turnerat med Doro.

## Diskografi (urval)

### Solo
Studioalbum
- 2004 – Faces / God Damn War (2CD)
- 2005 – W.A.R.P.E.D.
- 2007 – Pins and Needles
- 2008 – House of Insanity
- 2015 – Your Heaven Is Real

EP
- 2004 – The Mold
- 2004 – Music Man

Singlar
- 2013 – "Death by Design"
- 2013 – "Over and Over"
- 2013 – "Glitter"
- 2014 – "My Light"

### Med Savatage
Studioalbum
- 1995 – Dead Winter Dead
- 1995 – Final Bell / Ghost in the Ruins
- 1997 – The Wake of Magellan
- 2001 – Poets and Madmen

Livealbum
- 1995 – Ghost in the Ruins: A Tribute to Criss Oliva

### Med Trans-Siberian Orchestra
Studioalbum
- 1996 – Christmas Eve and Other Stories
- 1998 – The Christmas Attic
- 2000 – Beethoven's Last Night
- 2004 – The Lost Christmas Eve
- 2009 – Night Castle
- 2015 – Letters from the Labyrinth